# 濁川 (長野県)
濁川（にごりがわ）は、長野県北佐久郡軽井沢町・御代田町・佐久市を流れる川で、信濃川水系の一級河川。

## 概要
長野県東信地方、北佐久郡軽井沢町西部、浅間山の南にそびえる石尊山の東側（標高1,500メートル）に端を発し、南南西の方向で直線的に流れ、御代田町を経て佐久市塚原にて流れを西に変え、塩名田で千曲川（長野県内における信濃川の呼称）に合流する。長さは17キロメートルである。
その名が示す通り、濁った水が常に流れている。集塊岩の奥からわき出る源泉は硫化水素の強いにおいを放ち、渋味がある。水の色は、わき出た直後こそ澄んでいるものの、硫化鉄や遊離炭酸を多く含んでいることから、数十メートル流下するうちに褐色に濁る。源泉から下流の標高1,000メートル地点までの間の川底には、赤みがかった褐色の沈殿物が厚く積もり、固まっている。上流では流路の周辺で高師小僧（褐鉄鉱）を採取することができる。
1965年（昭和40年）から源泉の成分と火山活動の関係についての研究が行われているが、詳しいことは判っていない。石尊山に直接付随する地下水だとする説もある。源泉の近くには褐色の水を湛える血の池やおはぐろ池があり、さらにそこから若干下ると落差9メートルの滝になっており、これは血の滝または赤滝と呼ばれている。なお血の池近辺は、地図上では軽井沢町のように見えるが、下流で濁川の水を利用する御代田町の飛地となっている。
流れる途中で支流や地下水が合流し、軽井沢町を過ぎて御代田町に入るころには水量が増え、色も薄めの黄白色となる。軽井沢町と接する御代田町の清万（標高940メートル）では水中にプラナリア（ウズムシ）やカワゲラが見られ、濁った水ながら水質はきれいな部類に入る。しかし、下流の佐久市と接する御代田町の小田井（標高770メートル）では、水の色が黒みがかった黄白色となる。家庭からの雑排水が流れ込んで水質汚濁が進んでおり、ヒルやミズムシも見られるようになる。
しなの鉄道線の線路をくぐると分水して、御代田町や佐久市に広がる農地への灌漑用水として利用される。小さい川ながら、流域の農家にとっては灌漑用水の水源として重要な川である。。広大な農地を潤すのに濁川の水だけではまかないきれないことから、江戸時代の慶安年代に千ヶ滝を水源としている用水路から水の供給も受けている。

## ギャラリー

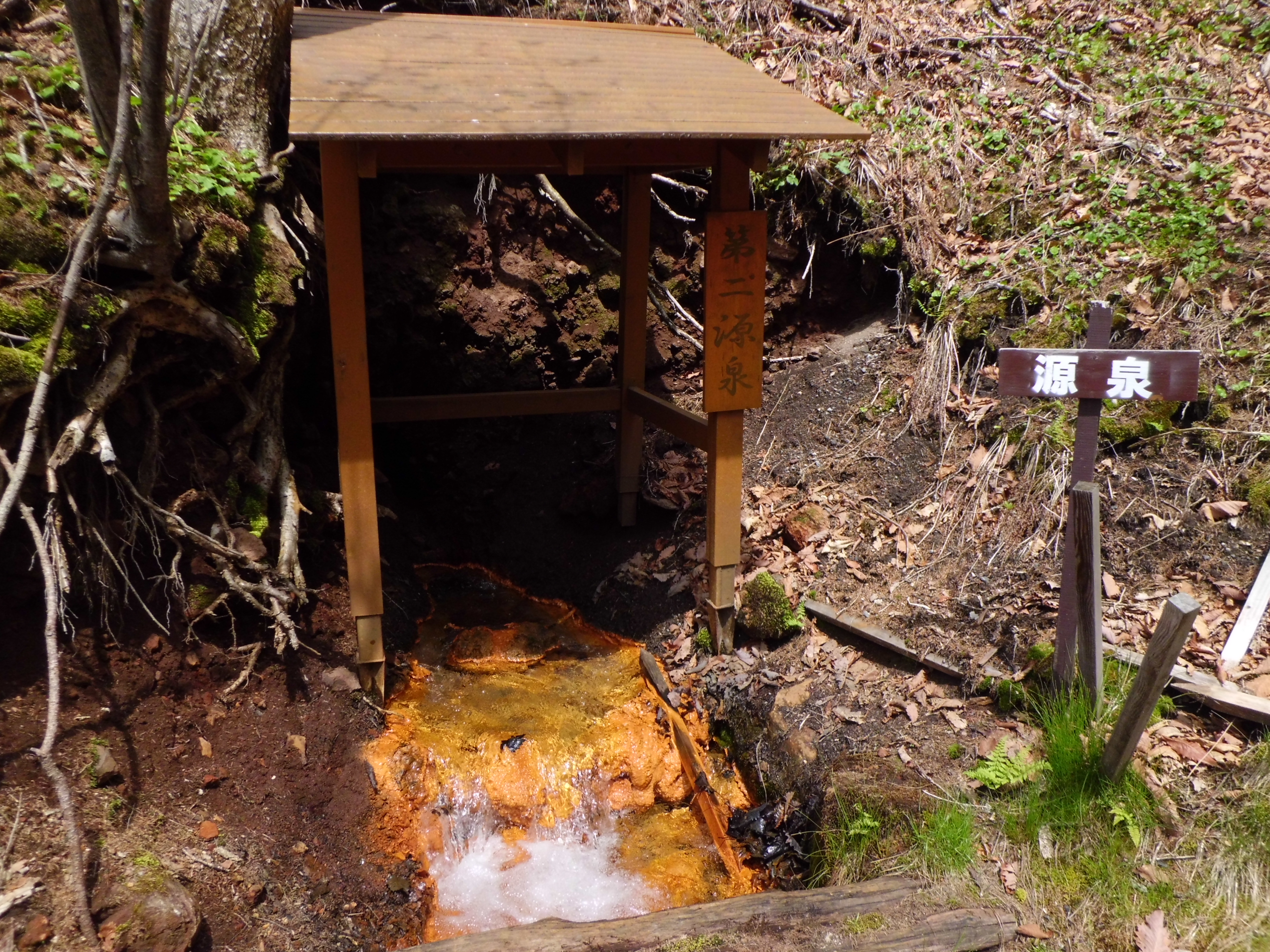
第二源泉。湧出直後の水は透明である。
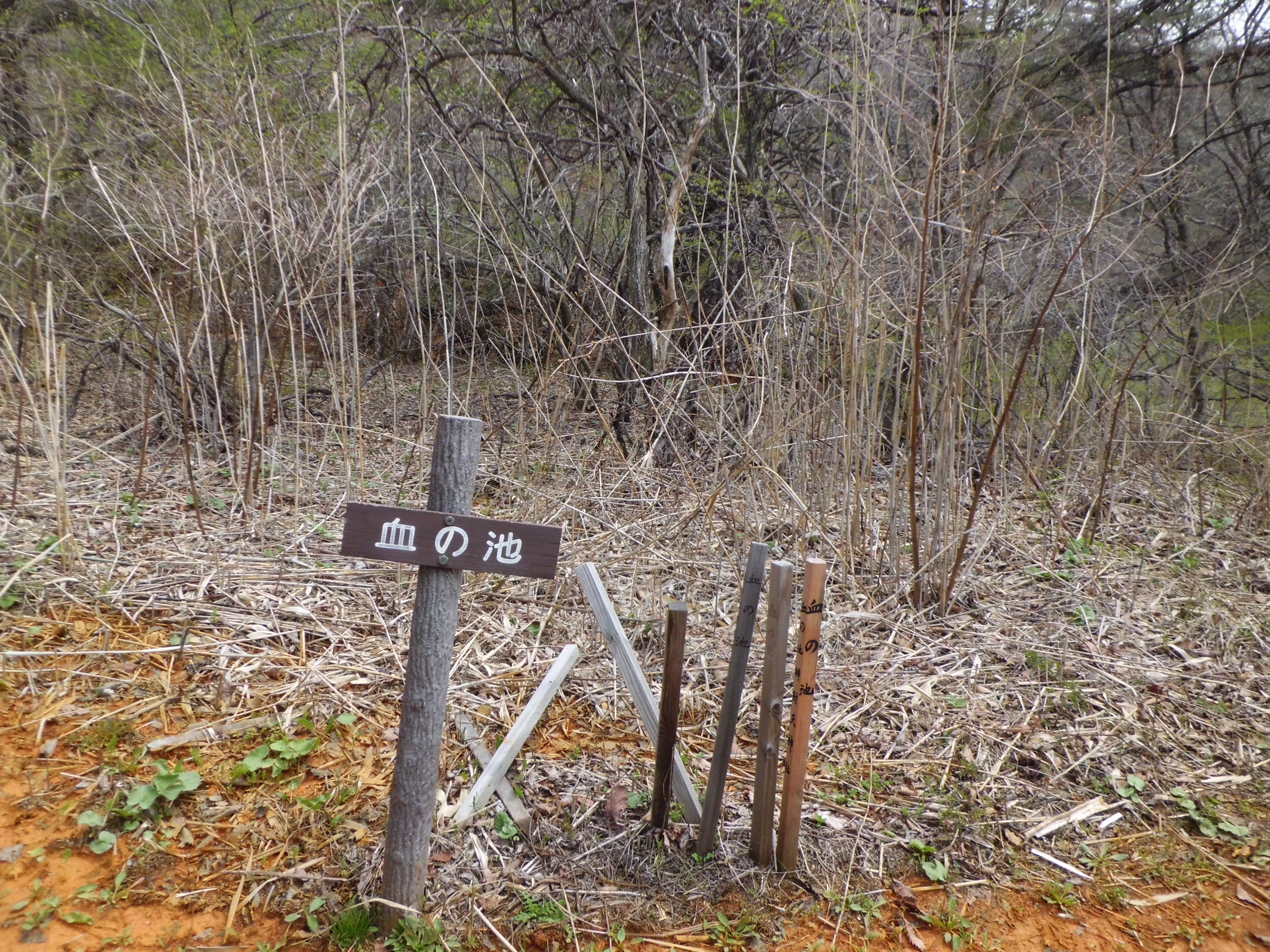
看板だけを残して涸れ果てた血の池。 （2012年5月）
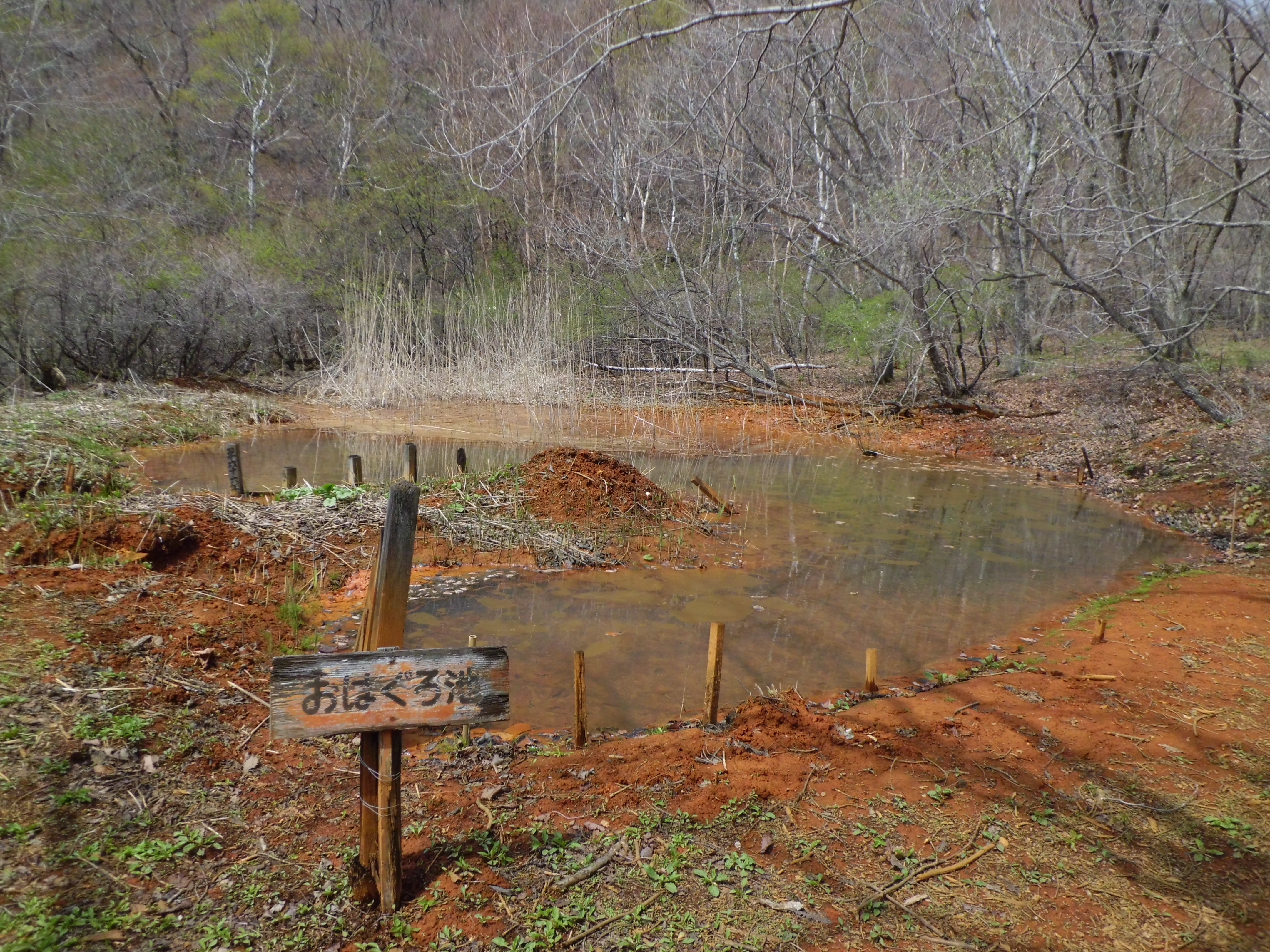
おはぐろ池。